# Casa degli Stria
La Casa degli Stria è uno storico edificio della città piemontese di Ivrea in Italia.

## Storia
La casa appartenne all'importante famiglia eporediese degli Stria. Qui, nel 1391, Amedeo VII di Savoia firmò insieme ai nobili canavesani e ai rappresentanti dei Tuchini un accordo che mise fine al Tuchinaggio.
I fregi del palazzo vennero riprodotti nel 1884 da Alfredo d’Andrade nel Borgo Medievale del Valentino a Torino.

## Descrizione
L'edificio è situato lungo la via Siccardi nel centro storico della città. La facciata conserva una cornice decorativa in cotto con archi trilobati, fogliame e fune intrecciata, testimonianza di una casa signorile del medioevo.

## Galleria d'immagini

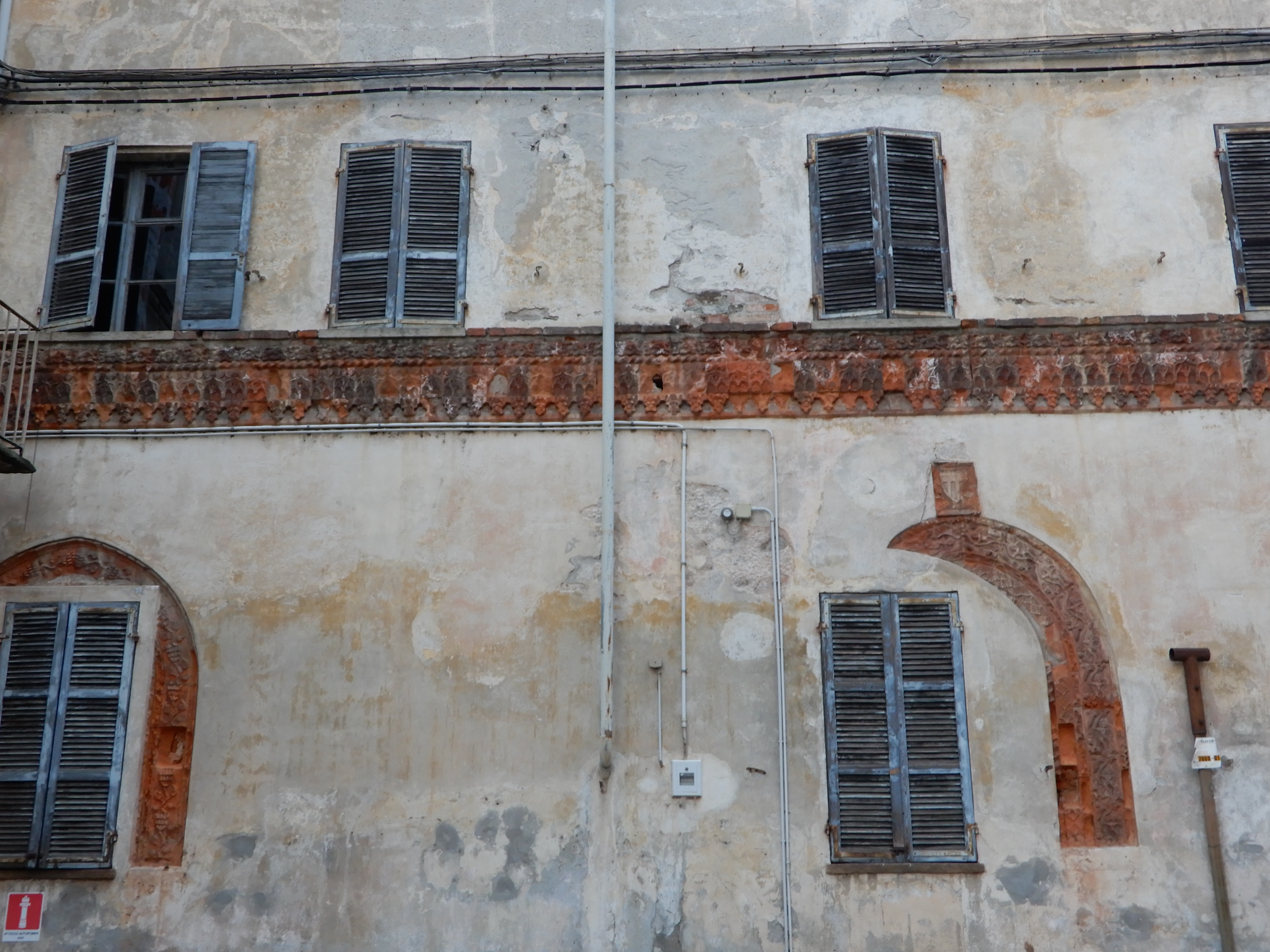
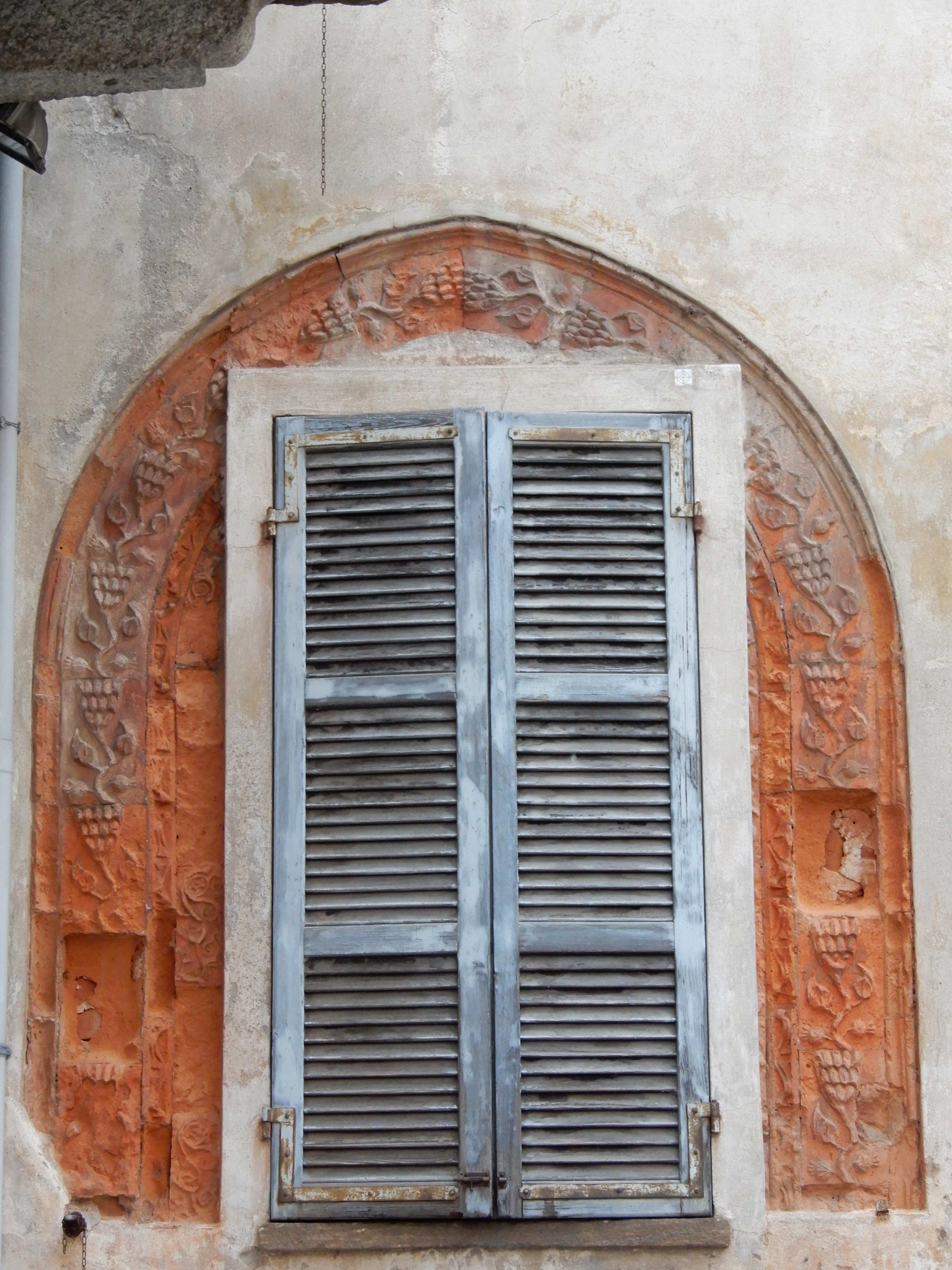
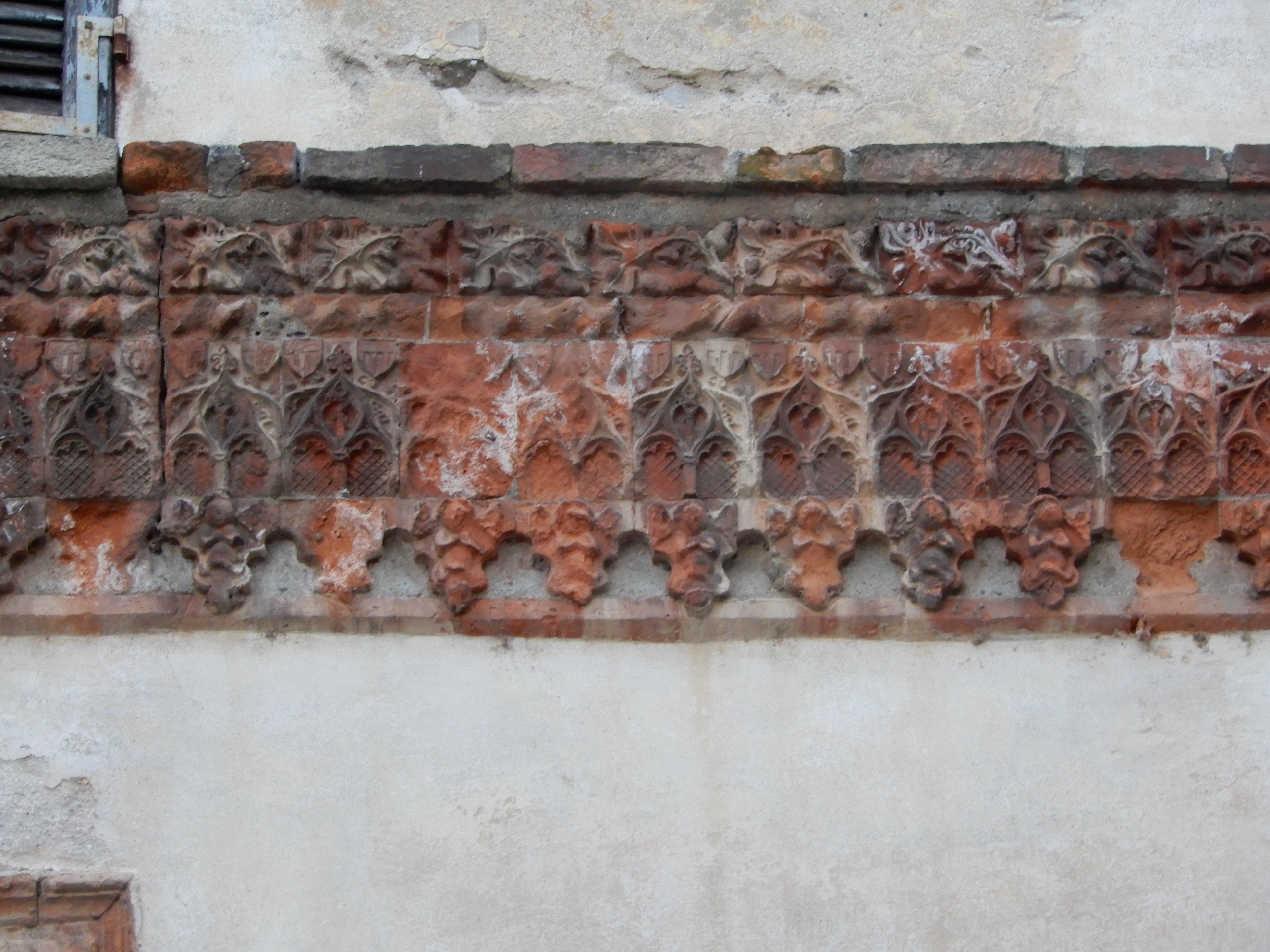